# Campeonato de Europa de Clubes de fútbol sala femenino 2020-21
El Campeonato de Europa de Clubes de fútbol sala femenino 2020/21 es la 4ª edición del máximo torneo de clubes de fútbol sala Femenino. 
El torneo empezó el 21 de diciembre de 2021 y terminó el 22 de diciembre de 2021 con la final.

## Información de los equipos
| País         | Club                  | Ciudad       | Entrenador/a         |
| ------------ | --------------------- | ------------ | -------------------- |
| España       | Atlético Navalcarnero | Navalcarnero | Andrés Sanz          |
| Italia       | Kick Off C5           | Milán        | Riccardo Russo       |
| Portugal     | GCR Nun’Alvares       | Fafe         | Pedro Nobre          |
| Países Bajos | Feyenoord Futsal      | Róterdam     | Sharon van Zadelhoff |

## Organización

### Sede
El torneo se disputará en la ciudad de Getafe, en el pabellón Juan de la Cierva,  con capacidad para 6.500 espectadores.

## Fase final

### Semifinales
| 21 de diciembre de 2021, 17:00 | GCR Nun’Alvares                                                                                        | 8:0 (2:0) | Kick Off | Pabellón Juan de la Cierva, Getafe |  |
|                                | Ana Pires 4' · Catia Morgado 16' 34' · Carla Vanessa 30' 35' · María Odete 31' 38' · Liana Alvares 36' | Reporte   |          |                                    |  |

| 21 de diciembre de 2021, 19:30 | Atlético Navalcarnero | 11:1 (7:0) | Feyenoord Futsal | Pabellón Juan de la Cierva, Getafe |  |
|                                | Ame Romero 1' 7' · Irene Córdoba 6' 16' · Lorrana Dias 10' 35' · Miriam 15' · Laura Córdoba 17' 31' · Erika Marzo 37' 38' | Reporte    | Nerea Rey 39'    |                                    |  |

### 3 y 4 puesto
| 22 de diciembre de 2021, 17:00 | Kick Off                                                      | 4-1 (1:1) | Feyenoord Futsal   | Juan de la Cierva, Getafe |  |
|                                | Arianna Bovo 11' 10' · Thalita Ziero 28' · Jessica Naiara 39' | Reporte   | Khaoula Kadiri 12' |                           |  |

### Final
| 23          | Bandera de España | Laura Donoso  |  |
| 14          | Bandera de España | Anita Luján   |  |
| 18          | Bandera de España | María Sanz    |  |
| 10          | Bandera de España | Amelia Romero |  |
| 8           | Bandera de España | Irene Córdoba |  |
| Entrenador: | Entrenador:       | Andrés Sanz   |  |

| 1           | Bandera de Portugal | Maria Odete   |  |
| 8           | Bandera de Portugal | Ana Pires     |  |
| 10          | Bandera de Portugal | Cátia Morgado |  |
| 17          | Bandera de Portugal | Carla Vanessa |  |
| 20          | Bandera de Portugal | Taninha       |  |
| Entrenador: | Entrenador:         | Pedro Nobre   |  |

| 13 | Bandera de España | Naiara           |  |
| 71 | Bandera de España | Nadya            |  |
| 10 | Bandera de España | Lara Balseiro    |  |
| 13 | Bandera de España | Elenita          |  |
| 14 | Bandera de España | Bea Mateos       |  |
| 16 | Bandera de España | Irene Samper     |  |
| 19 | Bandera de España | Elena Aragón     |  |
| 21 | Bandera de España | Leti M. Cortés   |  |
| 99 | Bandera de Brasil | Emilly Marcondes |  |

| 2  | Bandera de España | Soldevilla    |  |
| 7  | Bandera de España | Ampi          |  |
| 9  | Bandera de Italia | Belli         |  |
| 17 | Bandera de Italia | Guidotti      |  |
| 19 | Bandera de Italia | Xhaxho        |  |
| 27 | Bandera de Brasil | Nathàlia Rozo |  |

| Anotado | 9'  | Irene Córdoba | 1-0 |
| Anotado | 16' | Emilly        | 2-0 |
| Anotado | 22' | Emilly        | 3-0 |
| Anotado | 26' | Emilly        | 4-0 |
| Anotado | 32' | Peque         | 5-0 |
| Anotado | 36' | Jozi          | 6-0 |

| Amonestado | -' | Emilly     |  |
| Amonestado | -' | Bea Mateos |  |

| Amonestado | -' | Boutimath |  |

| 23          | Bandera de España | Laura Donoso  |  |
| 14          | Bandera de España | Anita Luján   |  |
| 18          | Bandera de España | María Sanz    |  |
| 10          | Bandera de España | Amelia Romero |  |
| 8           | Bandera de España | Irene Córdoba |  |
| Entrenador: | Entrenador:       | Andrés Sanz   |  |

| 1           | Bandera de Portugal | Maria Odete   |  |
| 8           | Bandera de Portugal | Ana Pires     |  |
| 10          | Bandera de Portugal | Cátia Morgado |  |
| 17          | Bandera de Portugal | Carla Vanessa |  |
| 20          | Bandera de Portugal | Taninha       |  |
| Entrenador: | Entrenador:         | Pedro Nobre   |  |

| 13 | Bandera de España | Naiara           |  |
| 71 | Bandera de España | Nadya            |  |
| 10 | Bandera de España | Lara Balseiro    |  |
| 13 | Bandera de España | Elenita          |  |
| 14 | Bandera de España | Bea Mateos       |  |
| 16 | Bandera de España | Irene Samper     |  |
| 19 | Bandera de España | Elena Aragón     |  |
| 21 | Bandera de España | Leti M. Cortés   |  |
| 99 | Bandera de Brasil | Emilly Marcondes |  |

| 2  | Bandera de España | Soldevilla    |  |
| 7  | Bandera de España | Ampi          |  |
| 9  | Bandera de Italia | Belli         |  |
| 17 | Bandera de Italia | Guidotti      |  |
| 19 | Bandera de Italia | Xhaxho        |  |
| 27 | Bandera de Brasil | Nathàlia Rozo |  |

| Anotado | 9'  | Irene Córdoba | 1-0 |
| Anotado | 16' | Emilly        | 2-0 |
| Anotado | 22' | Emilly        | 3-0 |
| Anotado | 26' | Emilly        | 4-0 |
| Anotado | 32' | Peque         | 5-0 |
| Anotado | 36' | Jozi          | 6-0 |

| Amonestado | -' | Emilly     |  |
| Amonestado | -' | Bea Mateos |  |

| Amonestado | -' | Boutimath |  |

| 23          | Bandera de España | Laura Donoso  |  |
| 14          | Bandera de España | Anita Luján   |  |
| 18          | Bandera de España | María Sanz    |  |
| 10          | Bandera de España | Amelia Romero |  |
| 8           | Bandera de España | Irene Córdoba |  |
| Entrenador: | Entrenador:       | Andrés Sanz   |  |

| 1           | Bandera de Portugal | Maria Odete   |  |
| 8           | Bandera de Portugal | Ana Pires     |  |
| 10          | Bandera de Portugal | Cátia Morgado |  |
| 17          | Bandera de Portugal | Carla Vanessa |  |
| 20          | Bandera de Portugal | Taninha       |  |
| Entrenador: | Entrenador:         | Pedro Nobre   |  |

| 13 | Bandera de España | Naiara           |  |
| 71 | Bandera de España | Nadya            |  |
| 10 | Bandera de España | Lara Balseiro    |  |
| 13 | Bandera de España | Elenita          |  |
| 14 | Bandera de España | Bea Mateos       |  |
| 16 | Bandera de España | Irene Samper     |  |
| 19 | Bandera de España | Elena Aragón     |  |
| 21 | Bandera de España | Leti M. Cortés   |  |
| 99 | Bandera de Brasil | Emilly Marcondes |  |

| 2  | Bandera de España | Soldevilla    |  |
| 7  | Bandera de España | Ampi          |  |
| 9  | Bandera de Italia | Belli         |  |
| 17 | Bandera de Italia | Guidotti      |  |
| 19 | Bandera de Italia | Xhaxho        |  |
| 27 | Bandera de Brasil | Nathàlia Rozo |  |

| Anotado | 9'  | Irene Córdoba | 1-0 |
| Anotado | 16' | Emilly        | 2-0 |
| Anotado | 22' | Emilly        | 3-0 |
| Anotado | 26' | Emilly        | 4-0 |
| Anotado | 32' | Peque         | 5-0 |
| Anotado | 36' | Jozi          | 6-0 |

| Amonestado | -' | Emilly     |  |
| Amonestado | -' | Bea Mateos |  |

| Amonestado | -' | Boutimath |  |

| 23          | Bandera de España | Laura Donoso  |  |
| 14          | Bandera de España | Anita Luján   |  |
| 18          | Bandera de España | María Sanz    |  |
| 10          | Bandera de España | Amelia Romero |  |
| 8           | Bandera de España | Irene Córdoba |  |
| Entrenador: | Entrenador:       | Andrés Sanz   |  |

| 1           | Bandera de Portugal | Maria Odete   |  |
| 8           | Bandera de Portugal | Ana Pires     |  |
| 10          | Bandera de Portugal | Cátia Morgado |  |
| 17          | Bandera de Portugal | Carla Vanessa |  |
| 20          | Bandera de Portugal | Taninha       |  |
| Entrenador: | Entrenador:         | Pedro Nobre   |  |

| 13 | Bandera de España | Naiara           |  |
| 71 | Bandera de España | Nadya            |  |
| 10 | Bandera de España | Lara Balseiro    |  |
| 13 | Bandera de España | Elenita          |  |
| 14 | Bandera de España | Bea Mateos       |  |
| 16 | Bandera de España | Irene Samper     |  |
| 19 | Bandera de España | Elena Aragón     |  |
| 21 | Bandera de España | Leti M. Cortés   |  |
| 99 | Bandera de Brasil | Emilly Marcondes |  |

| 2  | Bandera de España | Soldevilla    |  |
| 7  | Bandera de España | Ampi          |  |
| 9  | Bandera de Italia | Belli         |  |
| 17 | Bandera de Italia | Guidotti      |  |
| 19 | Bandera de Italia | Xhaxho        |  |
| 27 | Bandera de Brasil | Nathàlia Rozo |  |

| Anotado | 9'  | Irene Córdoba | 1-0 |
| Anotado | 16' | Emilly        | 2-0 |
| Anotado | 22' | Emilly        | 3-0 |
| Anotado | 26' | Emilly        | 4-0 |
| Anotado | 32' | Peque         | 5-0 |
| Anotado | 36' | Jozi          | 6-0 |

| Amonestado | -' | Emilly     |  |
| Amonestado | -' | Bea Mateos |  |

| Amonestado | -' | Boutimath |  |

| España                                         |
| Campeón Futsi Atlético Navalcarnero 3.º título |